# Blommor åt gudarna
Blommor åt gudarna är en svensk dokumentärfilm från 1957 i regi Eric Lundqvist. Den visade livet för människorna på Bali.

### Fotnoter
1. ↑  ”Blommor åt gudarna”. Svensk Filmdatabas. http://sfi.se/sv/svensk-filmdatabas/Item/?itemid=4543&type=MOVIE&iv=Basic&ref=/templates/SwedishFilmSearchResult.aspx?id%3d1225%26epslanguage%3dsv%26searchword%3dblommor+%C3%A5t+gudarna%26type%3dMovieTitle%26match%3dBegin%26page%3d1%26prom%3dFalse. Läst 11 april 2013.